# 平抛运动
当物体在具有一定初速度并水平抛出时，在空气阻力忽略不计的情况下，只在重力作用下的运动叫做平抛运动。由牛顿第二定律({\displaystyle F=ma}）可知，其加速度恒为g（约等于{\displaystyle 9.81m/s^{2}}），又因为其合外力不与速度在同一直线上，所以物体做匀变速曲线运动。平抛运动的本质是匀速直线运动与自由落体运动的合运动，所以平抛运动遵循这两个分运动的规律。

## 方程式
{\displaystyle x=v_{x}t}
{\displaystyle y={\frac {1}{2}}gt^{2}}
{\displaystyle v^{2}=v_{x}^{2}+v_{y}^{2}=v_{x}^{2}+(gt)^{2}}